# Ronde van het Baskenland 2005
De Ronde van het Baskenland 2005 werd gehouden van 4 april tot en met 8 april in Spanje, en maakte deel uit van de UCI ProTour 2005. Het was de 45ste editie van deze wielerkoers.

## Etappe-overzicht
| etappe | datum   | start    | finish     | afstand | winnaar            | klassementsleider |
| ------ | ------- | -------- | ---------- | ------- | ------------------ | ----------------- |
| 1e     | 4 april | Zarautz  | Zarautz    | 133 km  | Danilo Di Luca     | Danilo Di Luca    |
| 2e     | 5 april | Zarautz  | Trapagaran | 166 km  | David Moncoutié    | Aitor Osa         |
| 3e     | 6 april | Ortuella | Gasteiz    | 176 km  | Alejandro Valverde | Aitor Osa         |
| 4e     | 7 april | Gasteiz  | Altsasu    | 167 km  | Alejandro Valverde | Aitor Osa         |
| 5e     | 8 april | Altsasu  | Oñati      | 93 km   | Jens Voigt         | Aitor Osa         |
| 6e     | 8 april | Oñati    | Oñati      | 9,3 km  | Alberto Contador   | Danilo Di Luca    |

## Eindklassementen
| Plaats    | Naam             | Ploeg                 | Tijd      |
| --------- | ---------------- | --------------------- | --------- |
| Gele trui | Danilo Di Luca   | Liquigas-Bianchi      | 18u13'53" |
| 2         | Davide Rebellin  | Team Gerolsteiner     | +00' 03"  |
| 3         | Alberto Contador | Liberty Seguros-Würth | +00' 11"  |
| 4         | Aitor Osa        | Illes Balears-Caisse  | +00' 14"  |
| 5         | Bobby Julich     | Team CSC              | +00' 18"  |
| 6         | Óscar Pereiro    | Phonak                | +00' 24"  |
| 7         | Michael Boogerd  | Rabobank              | +00' 25"  |
| 8         | Michael Rogers   | Quick Step            | +00' 26"  |
| 9         | Damiano Cunego   | Lampre-Caffita        | +00' 27"  |
| 10        | Ricardo Serrano  | Kaiku                 | +00' 29"  |
|           |                  |                       |           |
| 38        | Mario Aerts      | Davitamon-Lotto       | +03' 29"  |

| Plaats      | Naam                | Ploeg                | Punten |
| ----------- | ------------------- | -------------------- | ------ |
| Groene trui | Danilo Di Luca      | Liquigas-Bianchi     | 99     |
| 2           | Alejandro Valverde  | Illes Balears-Caisse | 66     |
| 3           | Miguel Ángel Martín | Phonak               | 65     |

| Plaats    | Naam           | Ploeg                | Punten |
| --------- | -------------- | -------------------- | ------ |
| Rode trui | David Latasa   | Comunidad Valenciana | 29     |
| 2         | Andoni Aranaga | Kaiku                | 24     |
| 3         | Jens Voigt     | Team CSC             | 18     |

| Plaats     | Naam           | Ploeg             | Punten |
| ---------- | -------------- | ----------------- | ------ |
| Witte trui | Iban Mayoz     | Relax Fuenlabrada | 13     |
| 2          | Benoît Poilvet | Crédit Agricole   | 11     |
| 3          | Jens Voigt     | Team CSC          | 9      |

| Plaats | Ploeg                      | Tijd      |
| ------ | -------------------------- | --------- |
|        | Liberty Seguros-Würth Team | 54u44'00" |
| 2      | Rabobank                   | +00' 07"  |
| 3      | Discovery Channel          | +01' 08"  |

Mannen:
1924 · 1925 · 1926 · 1927 · 1928 · 1929 · 1930 · 1931–1934 · 1935 · 1936–1968 · 1969 · 1970 · 1971 · 1972 · 1973 · 1974 · 1975 · 1976 · 1977 · 1978 · 1979 · 1980 · 1981 · 1982 · 1983 · 1984 · 1985 · 1986 · 1987 · 1988 · 1989 · 1990 · 1991 · 1992 · 1993 · 1994 · 1995 · 1996 · 1997 · 1998 · 1999 · 2000 · 2001 · 2002 · 2003 · 2004 · 2005 · 2006 · 2007 · 2008 · 2009 · 2010 · 2011 · 2012 · 2013 · 2014 · 2015 · 2016 · 2017 · 2018 · 2019 · 2020 · 2021 · 2022 · 2023 · 2024 · 2025
Vrouwen: 
2022 · 2023 · 2024 · 2025
 Parijs-Nice · 
 Tirreno-Adriatico · 
 Milaan-San Remo · 
 Ronde van Vlaanderen · 
 Gent-Wevelgem · 
 Ronde van het Baskenland · 
 Parijs-Roubaix · 
 Amstel Gold Race · 
 Waalse Pijl · 
 Luik-Bastenaken-Luik · 
 Ronde van Romandië · 
 Ronde van Catalonië · 
 Ronde van Italië · 
 Critérium du Dauphiné Libéré · 
 Ronde van Zwitserland · 
 Ploegentijdrit Eindhoven · 
 Ronde van Frankrijk · 
 HEW-Cyclassics-Cup · 
  ENECO Tour · 
 Clásica San Sebastián · 
 Ronde van Duitsland · 
 Ronde van Spanje · 
 GP Ouest-France-Plouay · 
 Ronde van Polen · 
 Kampioenschap van Zürich · 
 Parijs-Tours · 
 Ronde van Lombardije